# Walther-Schücking-Institut für internationales Recht
Das Walther-Schücking-Institut für internationales Recht ist ein Institut der rechtswissenschaftlichen Fakultät der Christian-Albrechts-Universität zu Kiel.

## Gründung und historische Entwicklung
Das Walther-Schücking-Institut für Internationales Recht wurde 1914 als Kieler Institut für Internationales Recht gegründet und ist damit das älteste universitäre Institut für Völkerrecht in Deutschland. Es versteht sich seit seiner Gründung als Ort der wissenschaftlichen Reflexion über das internationale Recht und dessen Beitrag zur Friedenssicherung.

### Kaiserreich und Weimarer Republik
Nachdem der Plan zur Errichtung eines interdisziplinären „Königlichen Instituts für die Wissenschaft vom Weltverkehr“ gescheitert war, wurde das Institut für Internationales Recht (bis 1918 noch „Königliches Seminar für Internationales Recht“) neben dem zeitgleich errichteten Institut für Weltwirtschaft im Februar 1914 gegründet.:62,67 Gründungsdirektor war Theodor Niemeyer, eigentlich Ordinarius für Römisches Recht, der aber seit 1911 einen Lehrauftrag für Internationales Recht und Kolonialrecht innehatte. Prägte in den folgenden Jahren vor allem die wissenschaftliche Beschäftigung mit dem Weltkrieg und seinen Ursachen die Arbeit am Institut, rückten nach Ende des Krieges die Nachkriegsordnung und der Völkerbund ins Zentrum der Forschungsinteressen.:70
Walther Schücking, ein überzeugter Pazifist und früher Vordenker einer internationalen Friedensordnung, wurde 1926 als Niemeyers Nachfolger auf den neu errichteten Kieler Lehrstuhl für Völkerrecht und internationales Privatrecht berufen. Unter seiner Leitung entwickelte sich das Institut zu einem führenden Zentrum völkerrechtlicher Forschung, an dem unter anderem Jean Spiropoulos, Paul Guggenheim und Walter Schätzel als Assistenten arbeiteten. Inhaltliche Schwerpunkte waren der Völkerbund, internationale Gerichtsbarkeit und Fragen der Kriegsfolgenregelung. Zusammen mit Hans Wehberg veröffentlichte Schücking einen einflussreichen Kommentar zur Satzung des Völkerbundes. Außerdem initiierte das Institut neue Schriftenreihen zur Kodifikation und Weiterentwicklung des Völkerrechts und publizierte in Zusammenarbeit mit dem Auswärtigen Amt Übersetzungen der Rechtsprechung des Ständigen Internationalen Gerichtshofs. Schückings akademisches Wirken war eng mit seinem politischen Engagement verknüpft, etwa als Reichstagsabgeordneter (für die Deutsche Demokratische Partei) oder als Mitglied der deutschen Delegation bei den Pariser Friedensverhandlungen. 1930 wurde er als erster und einziger Deutscher zum Richter des Ständigen Internationalen Gerichtshofs in Den Haag gewählt.

### Nationalsozialismus
Kurz nach der Machtübernahme durch die Nationalsozialisten wurde Walther Schücking im April 1933 zunächst beurlaubt, im November dann im Zuge des Gesetzes zur Wiederherstellung des Berufsbeamtentums wegen „politischer Unzuverlässigkeit“ aus dem Amt entfernt. Sein Lehrstuhl wurde für Öffentliches Recht und Wirtschaftsrecht umgewidmet und Ernst Rudolf Huber übertragen.:89 f Das Institut stand ab 1934 unter der Leitung von Walther Schoenborn, einem politisch deutschnational orientierten Ordinarius, der bereits seit 1920 der Kieler Fakultät angehörte. Diesem Umstand und einem anfangs geringen Interesse der Nationalsozialisten am Völkerrecht dürfte geschuldet sein, dass das Institut zunächst nicht in den Sog der Kieler Schule geriet (bis 1937 existierte noch eine Abteilung für Völkerbundfragen).:90 f Das änderte sich 1936 mit der Berufung von Paul Ritterbusch zum neuen Direktor des Instituts und zum Rektor der Universität Kiel. Unter seiner Leitung wurde das Institut als „Institut für Politik und Internationales Recht“ umorganisiert und auf nationalsozialistische Großraumpolitik hin neuorientiert.:109 f Zum 25-jährigen Jubiläum des Instituts hielt Carl Schmitt einen Vortrag zur „Völkerrechtlichen Großraumordnung mit Interventionsverbot für raumfremde Mächte“.
Der NS-Wissenschaftsfunktionär Ritterbusch, vom Reichsbildungsministerium mit der Koordination des „Kriegseinsatzes der deutschen Geisteswissenschaften“ betraut („Aktion Ritterbusch“), verließ Kiel 1941 in Richtung Berlin. Die kommissarische Leitung des Instituts lag bei Karl Larenz, bis 1944 Hermann von Mangoldt den Lehrstuhl Ritterbuschs und die Direktion des Instituts für Internationales Recht übernahm.:121

### Nach dem Zweiten Weltkrieg
Unter von Mangoldt erfolgte nach dem Zweiten Weltkrieg eine wissenschaftliche und institutionelle Neuausrichtung. In diese Zeit fallen – gemeinsam mit der Forschungsstelle für Völkerrecht an der Universität Hamburg – die Gründung des „Jahrbuchs für internationales Recht“ (heute German Yearbook of International Law) 1947/48 und die Einrichtung der ersten deutschen United Nations Depository Library 1948 in Kiel. Nach von Mangoldts plötzlichem Tod wurde 1955 Eberhard Menzel zu dessen Nachfolger und zum Geschäftsführenden Direktor des Instituts ernannt, mit Viktor Böhmert, Schückings ehemaligem Assistenten, als Mitdirektor, dem 1971 Wilhelm Kewenig nachfolgte. Unter Menzels Leitung erweiterte sich das Spektrum der Themen des Instituts und umfasste das Recht der Vereinten Nationen, Friedenssicherung und Abrüstung, deutsch-deutsche Beziehungen, Menschenrechte, See- und Weltraumrecht, aber auch vergleichendes Verfassungsrecht und Internationales Privatrecht. Zu den Assistenten in jener Zeit zählte neben Dietrich Rauschning, Knut Ipsen und Rainer Lagoni namentlich Jost Delbrück, der 1976 die Nachfolge Menzels antrat und das Institut für Internationales Recht 25 Jahre leitete, von 1982 bis 1993 gemeinsam mit Rüdiger Wolfrum. Die Forschungsschwerpunkte lagen bei Delbrück vor allem im Bereich des Friedenssicherungs- und Konfliktrechts und der Menschenrechte, bei Wolfrum im internationalen Seerecht und dem Recht der staatenfreien Räume. Im Unterschied zu vorigen Generationen wurden diese Themen verstärkt interdisziplinär behandelt.
Seit 1995 trägt das Kieler Institut den Namen Walther-Schücking-Institut, in Erinnerung an seinen früheren Direktor und dessen Engagement für „Frieden durch Recht“. Zu den Alumni aus jüngerer Zeit zählen Karl-Ulrich Meyn, Eibe Riedel, Hans-Joachim Schütz, Klaus Dicke, Stephan Hobe, Doris König, Anne Peters, Christian Tietje und Christian J. Tams.
Liste der Direktorinnen und Direktoren
| Direktorinnen und Direktoren | Zeitraum   |
| ---------------------------- | ---------- |
| Theodor Niemeyer             | 1914–1925  |
| Walther Schücking            | 1926–1933  |
| Walther Schoenborn           | 1934–1940  |
| Paul Ritterbusch             | 1937–1941  |
| Hermann von Mangoldt         | 1943–1953  |
| Viktor Böhmert               | 1955–1970  |
| Eberhard Menzel              | 1955–1975  |
| Wilhelm A. Kewenig           | 1971–1983  |
| Jost Delbrück                | 1976–2001  |
| Wilfried Fiedler             | 1977–1984  |
| Rüdiger Wolfrum              | 1982–1993  |
| Rainer Hofmann               | 1997–2004  |
| Andreas Zimmermann           | 2001–2009  |
| Thomas Giegerich             | 2006–2012  |
| Alexander Proelß             | 2007–2010  |
| Kerstin von der Decken       | 2011–2022  |
| Nele Matz-Lück               | 2011–heute |
| Andreas von Arnauld          | 2013–heute |
| Thomas Kleinlein             | 2023–heute |

### Das Walther-Schücking-Institut heute
Das Walther-Schücking-Institut zählt heute zu den renommiertesten Forschungseinrichtungen auf dem Gebiet des internationalen Rechts in Deutschland. Aktuelle Forschungsschwerpunkte liegen in den Bereichen allgemeines Völkerrecht und Grundlagen des Völkerrechts, Menschenrechtsschutz, Sicherheitsrecht, Umweltrecht, Seerecht, Europarecht sowie vergleichender Verfassungsrechtsforschung. Zurzeit wird das Institut von Nele Matz-Lück, Andreas von Arnauld und Thomas Kleinlein geleitet.

## Fachbibliothek und UN-Depotbibliothek
Das Institut beherbergt Deutschlands größte und älteste universitäre Fachbibliothek für internationales Recht. Die Fachbibliothek des Instituts umfasst mehr als 83.000 Bände sowie rund 90 Abonnements für Fachzeitschriften. Seit Oktober 1948 fungiert diese als eine von sechs deutschen United Nations Depository Libraries, in der alle allgemein verteilten englischsprachigen Dokumente und Publikationen der Vereinten Nationen gesammelt werden.

## Publikationen
Seit 1948 gibt das Institut das German Yearbook of International Law heraus, das bis 1977 unter dem Titel „Jahrbuch für Internationales Recht“ erschienen ist. Zu den Veröffentlichungen des Instituts gehört zudem auch die im Verlag Duncker & Humblot erscheinende Schriftenreihe Veröffentlichungen des Walther-Schücking-Instituts für Internationales Recht an der Universität Kiel (VIIR).

## Jost-Delbrück-Preis
Zur Erinnerung an den langjährigen Institutsdirektor Jost Delbrück verleiht das Walther-Schücking-Institut alle zwei Jahre den Jost-Delbrück-Preis. Mit diesem Nachwuchspreis werden herausragende Dissertationen auf dem Gebiet des Friedenssicherungs- und Konfliktvölkerrechts ausgezeichnet. Der Preis soll die wissenschaftliche Auseinandersetzung mit zentralen völkerrechtlichen Fragestellungen fördern und zur Entwicklung junger Talente im internationalen Recht beitragen.

## Wiederkehrende Veranstaltungen am Institut
Zu den wiederkehrenden Veranstaltungen am Institut zählt seit 2017 die Walther Schücking Lecture, die in Würdigung von Schückings Vision von Frieden durch Recht und internationaler Zusammenarbeit jedes Jahr von einer namhaften Persönlichkeit aus Wissenschaft oder Praxis des Völkerrechts gehalten wird. Referentinnen und Referenten waren bislang Philip Alston, Christine Chinkin, Alan Boyle, Eibe Riedel, Bruno Simma, Liesbeth Lijnzaad und Ernst Ulrich Petersmann. Auf die von Theodor Niemeyer 1912 ins Leben gerufenen „völkerrechtliche Erörterungen politischer Tagesfragen“ gehen die Völkerrechtlichen Tagesthemen zurück, eine öffentliche lunch time lecture, in der aktuelle Entwicklungen im Völker- und Europarecht beleuchtet und diskutiert werden.
Das Institut veranstaltet regelmäßig wissenschaftliche Symposien und öffentliche Ringvorlesungen zu Themen des Völker- und Europarechts. Seit 1989 werden am Institut die studentischen Teams der Universität Kiel betreut, die am Philip C. Jessup International Law Moot Court teilnehmen. Die German National Rounds dieses Wettbewerbs wurden zuletzt 2018 vom Walther-Schücking-Institut in Kiel organisiert.